# Microcystis aeruginosa
Microcystis aeruginosa är en sötvattenslevande art av cyanobakterier som kan bilda skadlig algblomning som är av ekonomisk och ekologisk betydelse. De är den vanligaste giftiga blomningen av cyanobakterier i näringsrikt sötvatten.

## Morfologi

### Kännetecken
M. aeruginosa tillhör stammen cyanobakterier, en bakteriestam som är rik på variation. Vissa cyanobakterier kan vara encelliga, andra kan leva i kolonier och vissa har förmågan att fixera kväve. Många cyanobakterier flockas i kolonier med hjälp självproducerat slem, som bildar en trögflytande massa i vattendrag. Till dessa s.k. planktoniska cyanobakterier hör M. aeruginosa.
Man känner igen just M. aeruginosa i övergödda vatten genom att vattnet bildar en flytande, böljande hinna, som liknar blågrön målarfärg. Förtärande av vatten som innehåller höga koncentrationer av M. aeruginosa kan leda till magkramper hos människor. För djur som hundar och höns är intagande av större mängder dödliga.

### Fysiologi
Som den språkhistoriska härledningen talar om kännetecknas Microcystis av små celler (endast några mikrometer i diameter) som saknar omgivande kapslar.
Cellerna är ofta organiserade i kolonier (stora kolonier som kan ses med blotta ögat), till en början i en sfärisk struktur, men efter hand förlorar de sin sammanhållning och blir perforerade eller oregelbundet formade.
Protoplastens färgsättning är ljust blågrön, men uppträder som mörk eller brun på grund av gasfyllda blåsor (vesiklar) som skapar optiska effekter; det kan vara användbart som ett särskiljande kännetecken när man använder ljusmikroskopi. Dessa blåsor tillhandahåller den för M. aeruginosa nödvändiga flytkraften som krävs för att stanna kvar på en och samma nivå i en vattenspalt, så att de kan erhålla optimala ljus- och koldioxidnivåer för hastig tillväxt.[källa behövs]

## Ekologi
M. aeruginosa gynnas av varma temperaturer, men giftighet och maximal förökningshastighet korrelerar inte helt med varandra, då cyanobakterier växer som kraftigast i laboratorium vid 32 °C, medan dess giftighet är högst vid 20 °C. Allt eftersom temperaturen överstiger 28 °C, sjunker giftigheten som en funktion av temperaturen. Tillväxten är begränsad under 15 °C.

## Toxiner
M. aeruginosa kan producera både neurotoxiner (lipopolysackarider, LPS) såväl som hepatotoxiner (mikrocystiner). De senare är cykliska peptider som är mycket skadliga för människor, såväl som andra land- och vattenlevande djur. På många ställen har inhägnade betesmarker flyttats, på grund av förekomsten av microcystiner.[källa behövs]

## Ekonomisk betydelse
I och med att Microcystis aeruginosa kan bilda ihållande mikrocystin-toxiner vid rätta miljöbetingade förhållanden, har den kommit att bli en källa till dricksvattenförgiftning. Detta kan leda till ökade ekonomiska kostnader, såsom riskreducerande åtgärder av vattenkvalité i form av ökade kostnader vid vattenreningsverk, såväl som minskning av lokalturism, orsakat av skador på sjöar och andra vattendrag med höjd giftighet.[källa behövs]

## Ekologisk betydelse
När algblomningar ligger vid vattenytan och därmed förorsakar syrebrist under ytan kan det leda till död för fiskar och annat marint liv. Dessutom förorenas hela vattendrag av algblomningen, såväl som att den orsakar dålig lukt och smak hos dricksvatten, samt att den försämrar vattenkvalitén i allmänhet.

## Forskning
Dreissena polymorpha, även känd som zebramussla, är en invaderande art som är ekologiskt katastrofal, som har påträffats i Nordamerikas stora sjöar. Forskning har visat ett samband mellan algblomningar orsakade av M. aeruginosa och förekomst av D. polymorpha i Huronsjön. Ett forskarlag har till exempel påvisat att zebramusslor ändrar N/P-förhållandet (kväve/fosfor-förhållandet) i vattnet. Detta skapar ännu en selektiv faktor som hjälper M. aeruginosa att reproducera sig och trivas.